# Ay-sur-Moselle
Ay-sur-Moselle (in tedesco Aich) è un comune francese di 1 610 abitanti situato nel dipartimento della Mosella nella regione del Grand Est.

## Società

### Evoluzione demografica
Abitanti censiti